# Opération Northern Watch

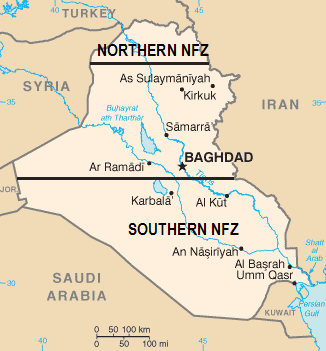
Les zones d’exclusion aérienne en Irak.

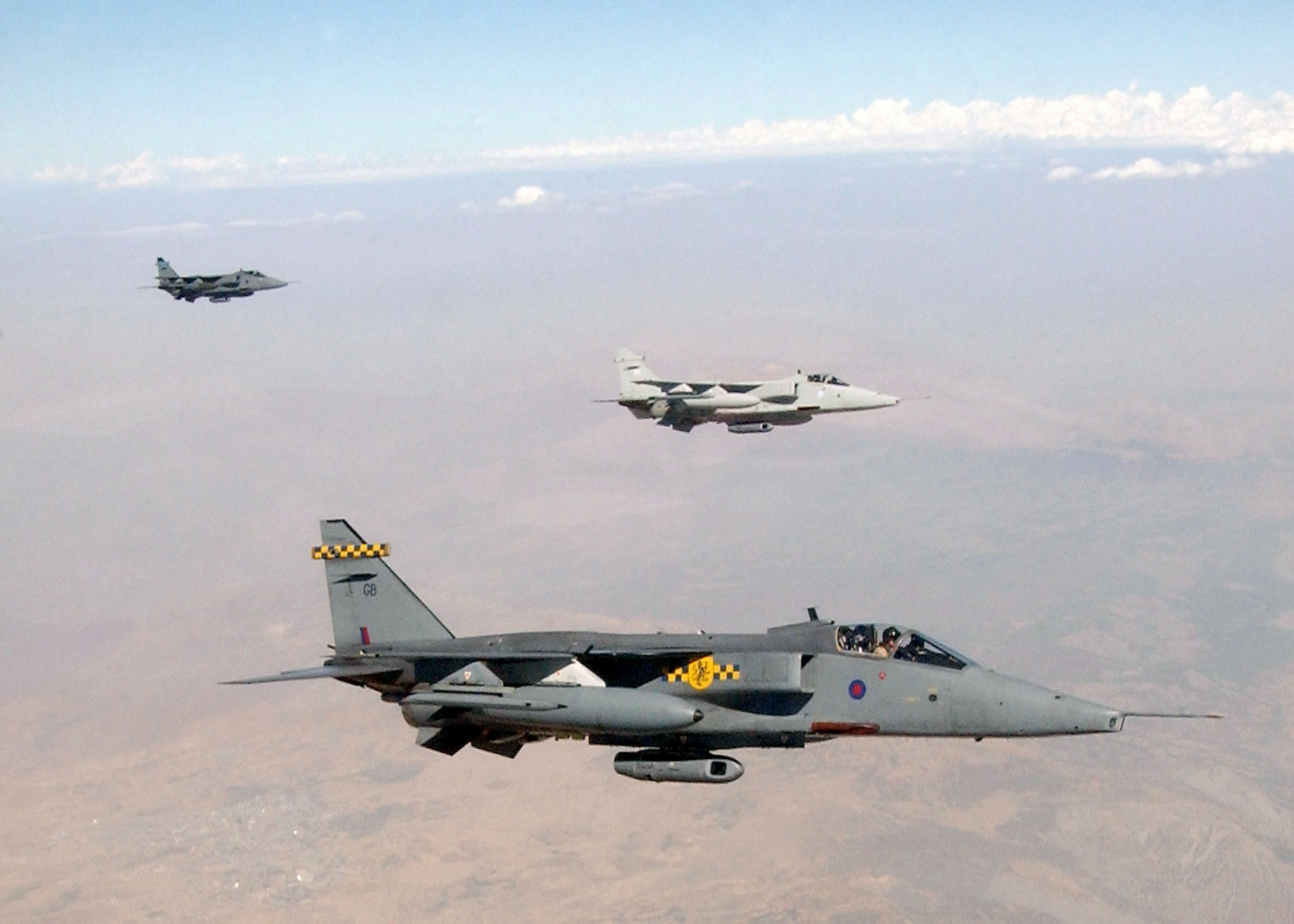
Trois SEPECAT Jaguar de la Royal Air Force lors de l'opération, 19 septembre 2002.

L’opération Northern Watch est une zone d'exclusion aérienne (no-fly zone) sur le 36e parallèle nord dans le nord de l'Irak menée à la suite de l'opération Provide Comfort. Elle relève du United States European Command et débuta le 1er janvier 1997. La Turquie, le Royaume-Uni et les États-Unis mobilisèrent pas moins de 50 avions et 1 400 hommes dans le cadre de l'opération.
Un total de 36 000 sorties eurent lieu lors de Northern Watch. Durant les premiers mois de 1999, l'opération fut arrêtée temporairement, les avions de l'OTAN étant appelés en Europe lors de la guerre du Kosovo dans le cadre de l'opération Allied Force. De nombreux systèmes anti-aériens irakiens furent détruits lors de l'opération.
Northern Watch prit fin effectivement le 17 mars 2003 avec l'invasion de l'Irak par une coalition menée par les États-Unis.

## Crédits
- (en) Cet article est partiellement ou en totalité issu de l’article de Wikipédia en anglais intitulé « Operation Northern Watch » (voir la liste des auteurs).